# Extrakunia furtiva
Extrakunia furtiva là một loài bướm đêm trong họ Noctuidae.